# Guldöga
Guldöga (Hiodon alosoides) är en fiskart som först beskrevs av Rafinesque, 1819.  Guldöga ingår i släktet Hiodon och familjen Hiodontidae. Inga underarter finns listade i Catalogue of Life.